# Euphoresia varievestis
Euphoresia varievestis är en skalbaggsart som beskrevs av Moser 1916. Euphoresia varievestis ingår i släktet Euphoresia och familjen Melolonthidae. Inga underarter finns listade i Catalogue of Life.